# Witwatersrand
Witwatersrand ist ein Höhenzug in den Provinzen North West, Gauteng und Mpumalanga in Südafrika. Diese Provinzen gehören zum früheren Transvaal. 

## Etymologie
Die afrikaanse Landschaftsbezeichnung bedeutet „Höhenrücken der weißen Wasser“ (englisch white water ridge oder ridge of the white waters), worin eine Beschreibung der natürlichen Geländestufe mit Wasserfällen an einem „Höhenzug mit kammartigen Hügeln“ (zitiert nach R. A. Pelletier) zum Ausdruck gebracht wird. Der Name ist seit etwa 1856 gebräuchlich und nimmt auf die Wasserscheide zwischen den Abflussgebieten von Limpopo und Vaal Bezug. Im Zuge der sprachlichen Entwicklung unter der burischen Bevölkerung hatte sich die Landschaftsbezeichnung von ursprünglich „waterskeiding“ zu „watersrand“ gewandelt. Die Kurzform von Witwatersrand ist „Rand“.

## Beschreibung
Obwohl der etwa 200 Kilometer lange Höhenzug bis zu 1779 Meter über dem Meeresspiegel aufragt, überragt er die umliegenden Landschaften nur um bis zu 300 Meter. Man gliedert ihn in einen westlichen (West Rand), einen mittleren (Central Rand) um Johannesburg und einen östlichen Teil (East Rand). Er ist Teil der kontinentalen Wasserscheide zwischen Atlantik und Indischem Ozean.

## Geschichte
Obwohl bereits an anderen Orten Südafrikas Gold entdeckt worden war (Barberton und Pilgrim’s Rest), begann der eigentliche Goldrausch erst mit der Entdeckung des Goldes im Februar 1886, wenige Kilometer vom heutigen Johannesburg entfernt. In der Folge entstand eine dichte Besiedlung entlang des Witwatersrand, von Randfontein über Johannesburg bis Springs. Dort liegt auch die größte bekannte Gold-Seife.
1887 gründete Cecil Rhodes die erste Minengesellschaft in Südafrika mit dem Namen The Gold Fields of South Africa.

## Begriffsanwendung
Häufig wird auch die Ballungsregion um Johannesburg als Witwatersrand oder Wits bezeichnet – eine Bezeichnung, die auch im ehemaligen Namen der Provinz Gauteng Pretoria-Witwatersrand-Vereeniging, abgekürzt PWV, verwendet wird.
Nach dem Höhenzug erhielt die University of the Witwatersrand ihren Namen. Weitere namensgebende Anwendungsbeispiele sind Rand Airport, Rand Merchant Bank, Rand Afrikaans University (RAU), Rand Water, Randburg oder Rand Aid Association.
Die seit 1961 gültige Währung Südafrikas, der Rand, wurde nach dieser Region bezeichnet, da hier größere Goldfunde einen intensiven Bergbau in Gang setzten.